# Pavel Kantorek (atlet)
Pavel Kantorek (8. února 1930, Praha – 10. listopadu 2023, Praha) byl český atlet, běžec na dlouhé tratě a sportovní lékař.
Reprezentoval Československo na třech po sobě jdoucích letních olympijských hrách v maratonu (1956 - 27. místo, 1960 - 14. místo, 1964 - 25. místo). Krom toho v Melbourne 56 nastoupil i na trati 10 kilometrů a skončil jedenáctý. Třikrát byl vítězem Košického mírového maratonu (1958, 1962, 1964). Třikrát triumfoval i v závodě Běchovice–Praha. V roce 1961 vyhrál maraton v japonské Fukuoce, v té době považovaný za neoficiální mistrovství světa. Jeho nejlepším výsledkem na mistrovství Evropy bylo 5. místo v roce 1962. Jeho rekord na Ostravském maratonu z roku 1959 (2:19:06) platil 52 let. Jeho osobní rekord na maratonské trati byl 2:18:44. Devětkrát se stal mistrem republiky, na tratích od 10 kilometrů po maraton. Vyhrál i poslední závod v životě (6. srpna 1967 ve Znojmě), který mu zajistil jeho poslední titul mistra Československa. Třikrát se umístil v první desítce ankety Sportovec roku (1959 - 5. místo, 1961 - 8. místo, 1962 - 10. místo). Začínal na středních vytrvaleckých tratích, ale ve 24 letech onemocněl tuberkulózou, což ho donutilo přesunout se na nejdelší tratě, které nejsou tak náročné na udýchání. Po skončení závodní kariéry působil jako trenér na Kubě. Ještě jako aktivní běžec vystudoval lékařství a lékařské profesi se rovněž věnoval. Působil zejména jako sportovní lékař, jeden čas byl vedoucím lékařem Československého atletického svazu. Zemřel ve věku 93 let.